# كابياء كبيرة
كابياء كبيرة أو خنزير غينيا الكبير (الاسم العلمي: Cavia magna) (بالإنجليزية: Greater Guinea Pig)‏ هي نوع من الحيوانات يتبع جنس كابياء من فصيلة الكابيائية. تتنتشر في البرازيل والأوروغواي.